# Cantuccio

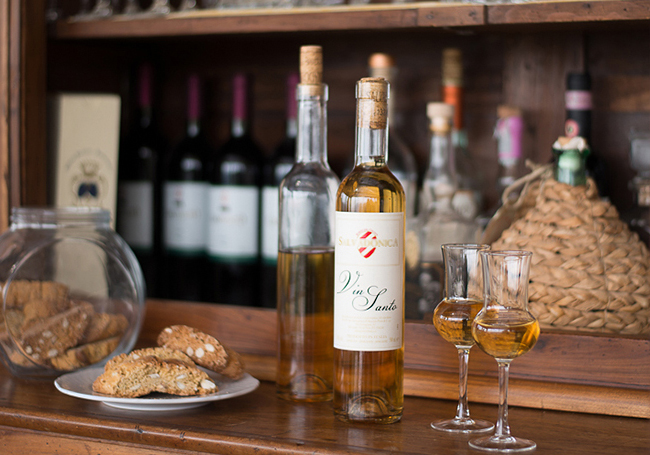
Con vin santo

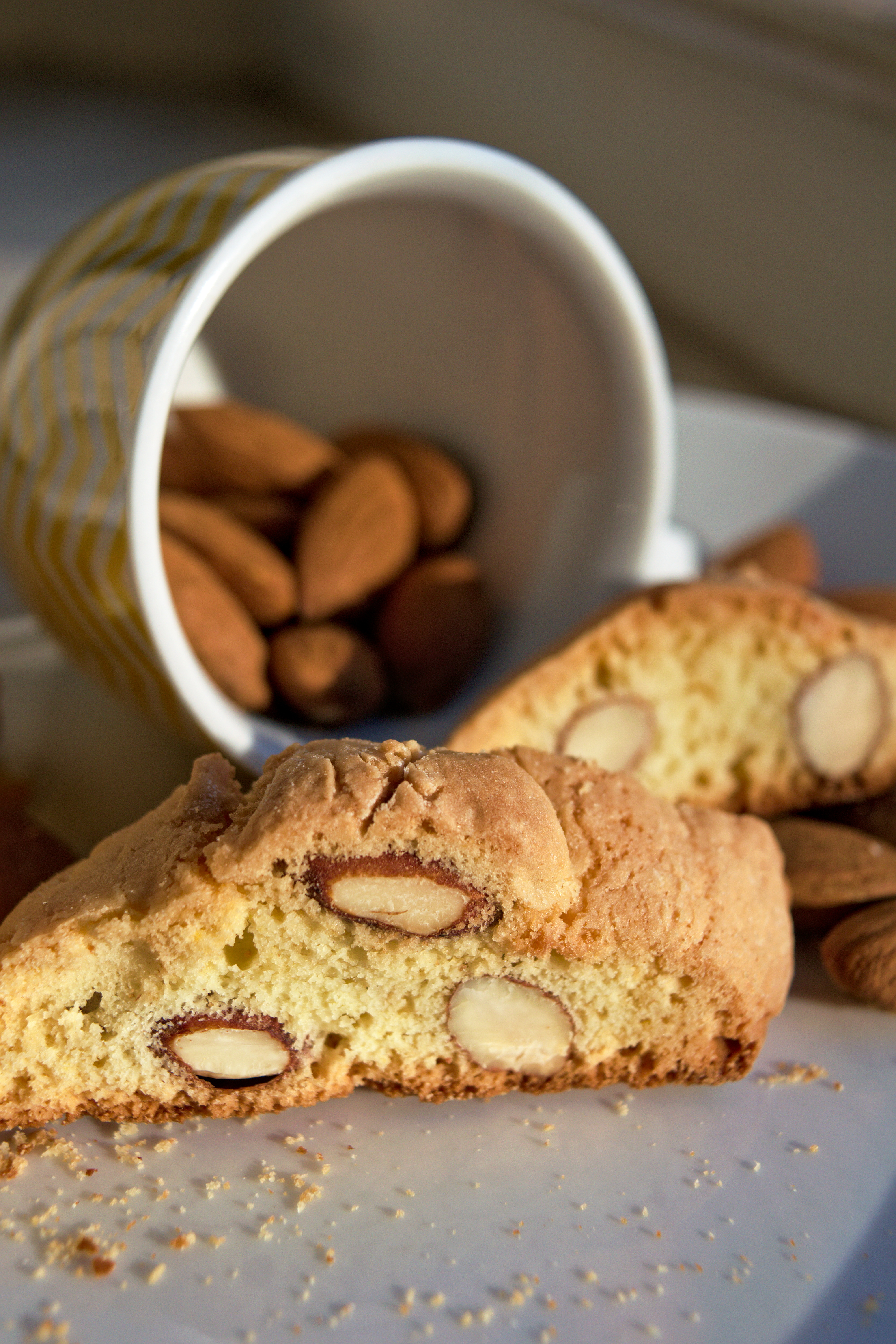
Cantucci

I cantucci o cantuccini o biscotti di Prato sono biscotti secchi alle mandorle, ottenuti tagliando a fette il filoncino di impasto ancora caldo e infornandolo nuovamente per una seconda cottura. Fanno parte dei più tipici dessert della tradizione culinaria toscana, soprattutto accoppiati al vin santo.

## Origini del nome
Il nome deriva da canto, nel senso di "angolo", ovvero la parte del pane dove c'è più crosta.

## Storia
L'origine dei cantucci nella ricetta priva di mandorle risale al XVI secolo. Una consacrazione ufficiale dei cantuccini si trova nel dizionario dell'Accademia della Crusca che nel 1691 ne diede la seguente definizione: "biscotto a fette, di fior di farina, con zucchero e chiara d'uovo". I cantucci più famosi del tempo erano prodotti a Pisa, come testimoniato dal naturalista Francesco Redi in numerosi scambi epistolari dalla città. Il Redi usava accompagnare le sue missive con cantucci, reperiti appunto a Pisa, oltre a farne riferimento nel suo Libro de' ricordi, che copre gli anni che vanno dal 1647 al 1697. Le mandorle entrarono a far parte degli ingredienti soltanto in alcune varianti, quali i "biscottelli" dell'epoca di Caterina de' Medici, per assurgere a elemento caratterizzante a partire dalla seconda metà dell'Ottocento.
La prima ricetta documentata di questo dolce è un manoscritto, conservato nell'archivio di Stato di Prato, di Amadio Baldanzi, un erudito pratese del XVIII secolo. In questo documento i biscotti vengono detti alla genovese.
Nel XIX secolo Antonio Mattei, pasticciere di Prato, ne mise a punto una ricetta divenuta poi classica, con la quale ricevette numerosi premi a fiere campionarie in Italia e all'estero, tra cui una menzione speciale all'esposizione universale di Parigi del 1867. La bottega di "Mattonella" (nome popolare del biscottaio) esiste ancora oggi a Prato ed è considerata la depositaria della tradizione dei cantucci.
Nel 2011 nasce l'associazione di produttori "Assocantuccini" con l'esplicito obiettivo di ottenere il riconoscimento di Indicazione geografica protetta, IGP, che è arrivato nell'agosto del 2015.

## Descrizione

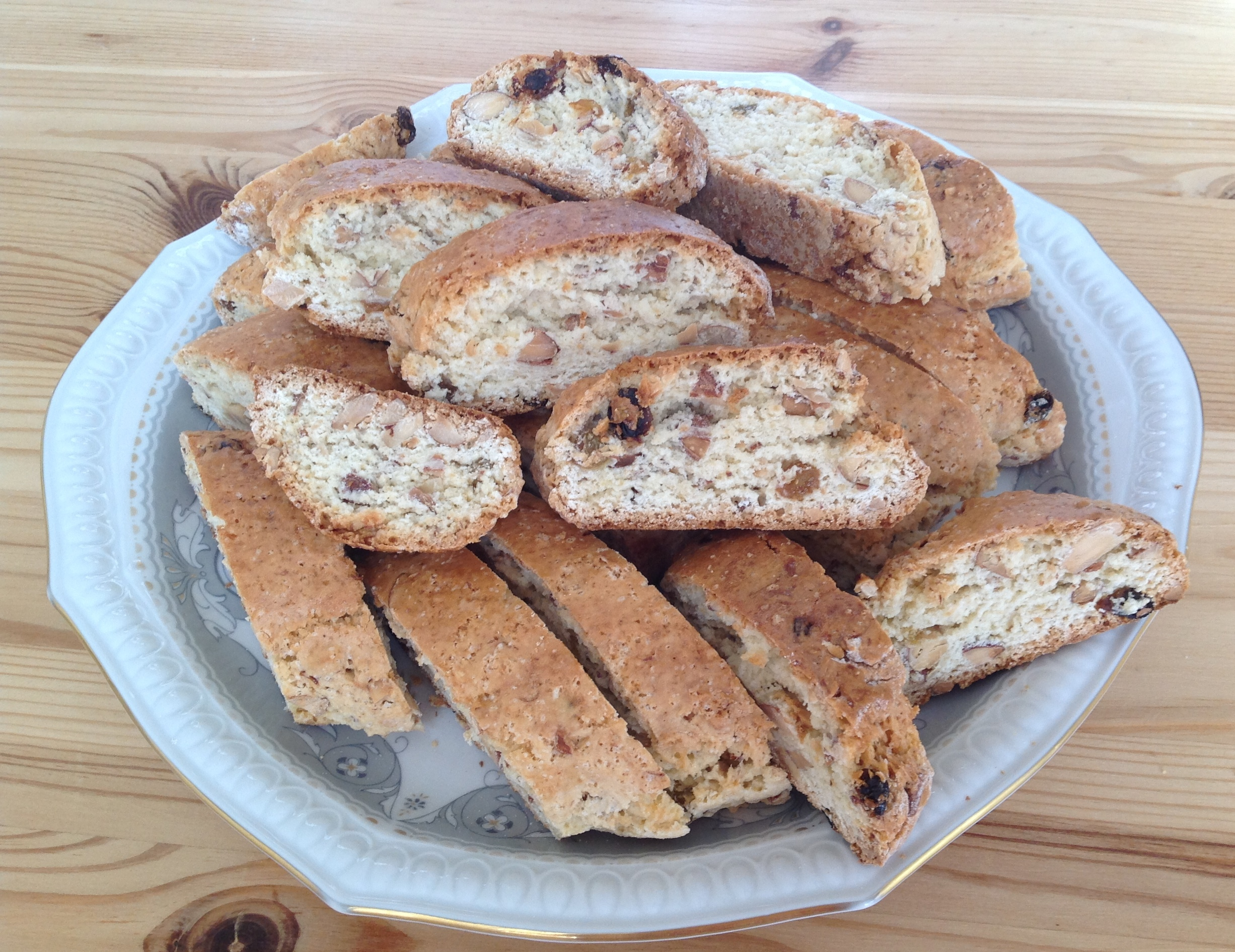
Tozzetti preparati in casa

Hanno una forma tradizionale allungata, ottenuta dal taglio in diagonale del filone di impasto dopo la cottura. Il cantuccino presenta una superficie superiore dorata con struttura interna caratterizzata da una presenza elevata di mandorle intere sgusciate (ma non pelate). La lunghezza può variare ma è normalmente contenuta entro i 30 cm.
L'impasto è composto di farina, zucchero, uova, burro e insaporito con mandorle, pinoli e semi d'anice; si può sostituire lo zucchero con il miele e il burro con l'olio d'oliva. Le mandorle non vengono né tostate né spellate. 
I biscotti di Prato si discostano dai cantucci per l'assenza di aromi aggiunti, lieviti e grassi (utilizzati per renderli meno secchi).
I cantucci in Toscana vengono spesso consumati imbibendoli nel vin santo.

## Varianti
I cantuccini sono chiamati nel Lazio, in Umbria e in Abruzzo col nome di tozzetti e possono essere preparati con nocciole o altra frutta secca al posto delle mandorle. La differenza sostanziale è proprio il tipo di frutta secca utilizzata: nei cantucci sono rigorosamente mandorle mentre nei tozzetti può essere utilizzato qualsiasi altro ingrediente, anche canditi o gocce di cioccolato. Con questo nome sono noti anche in alcuni comuni della provincia di Siena e in altre parti d'Italia in cui se ne è diffusa la preparazione.
In Romagna sono diffusi gli scroccadenti, quasi identici ai cantucci ma più grandi. La versione della Basilicata si chiama stozze. Altra variante sono i tagliancozzi, biscotti tipici siciliani di origine marsalese. Caratteristica della variante marsalese è che sono più dolci.
In Sicilia sono diffusi i piparella, biscotti secchi simili ai cantuccini per forma e sapore, preparati con farina, farina di mandorle, zucchero e albumi ed arricchiti da mandorle e cannella.